# 北賽普勒斯總理
北塞浦路斯总理，北塞浦路斯土耳其共和国政府首脑。北塞浦路斯土耳其共和国的国家元首为总统，政府由总理领导，采用多党制、半总統制的間接民主制共和国。行政权由政府行使，司法权独立于行政、立法。